# Бразильська португальська мова

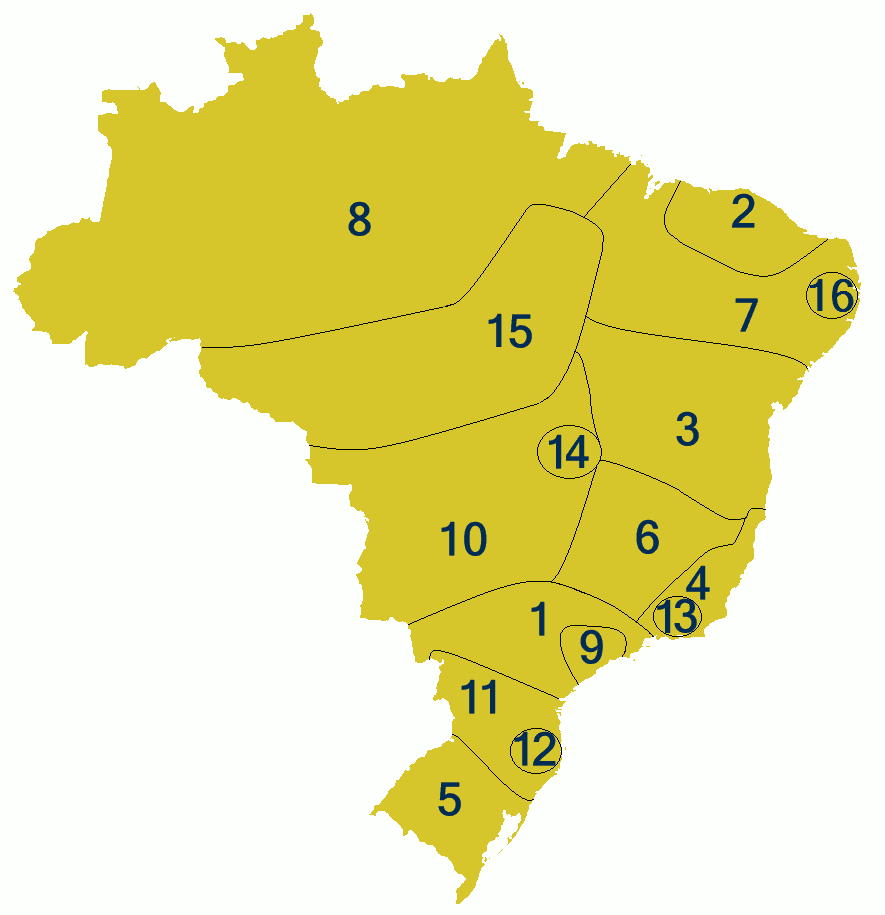
Говірки та діалекти португальської мови в Бразилії

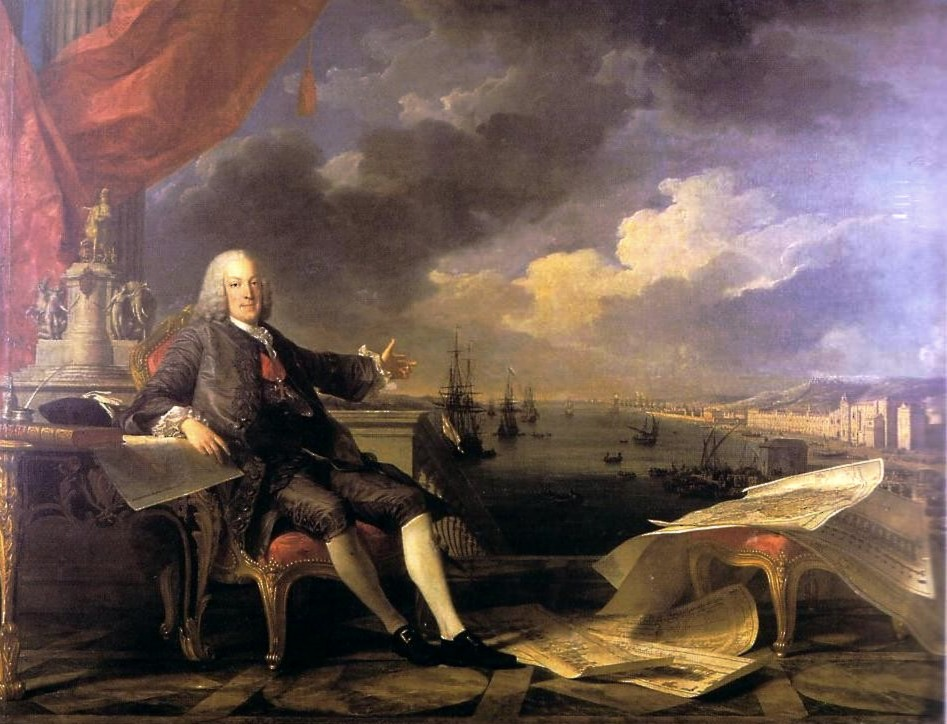
Маркіз де Помбал оголосив португальську єдиною офіційною мовою Бразилії в 1758

Бразильська португальська (код: pt-BR, порт. português brasileiro або português do Brasil) — мовний варіант португальської мови, що використовується в Бразилії.
Відмінності між європейською формою та іншими діалектами португальської мови (європейський, африканський, азійський) різними вченими оцінюються по-різному. В цілому вони невеликі, хоча помітні на всіх рівнях варіанту, особливо у фонетичному плані. З середини ХХ століття бразильський варіант стає переважним у світовій португалістиці й більшість  наукових видань португальською мовою орієнтуються саме на нього, в тому числі в самій Португалії. Лісабонський варіант, однак, зберігається на території самої Португалії, а також, в різній мірі, на території колишніх колоній в Африці та Азії. Подібна ситуація багато в чому обумовлена демографією: населення Бразилії вже перевищила 200 млн, що майже у 20 разів більше населення Португалії (10 млн). 85 % лузофонів світу нині проживає в Бразилії і лише близько 5 % в Португалії. Відносини між бразильським і європейським варіантами багато в чому нагадують ситуацію в іспанській та англійській мовах.

## Історія
У Бразилії сама португальська мова проникла після 1500 року, коли проходила португальська колонізація Америки. Спочатку її позиції були дуже слабкі. Першими носіями мови були невеликі групи португальських чоловіків, часто які селилися серед індіанських племен Бразилії (насамперед тупі), з якими вони активно контактували в сексуальному плані через відсутність португальських жінок, в результаті чого більшість населення становили представники змішаної раси — «мамелюко». У міру становлення системи тропічного плантаційного господарства до них додалося і значна кількість негрів-рабів (Див. Рабство в Бразилії). А проте, попри своє панівне становище в бразильській колоніальній економіці, перші бразильці португальського походження, особливо католицькі священнослужителі, створили особливу лінгва франка— на основі автохтонних індіанських мов тупі і активно нею користувалися протягом XVI—XVII століть. В міру зростання змішаного населення (метиси, мулати) і загибелі основної маси індіанців від хвороб, завезених європейцями, португальська займає передову позицію. Так, до кінця XVIII століття він практично повністю витіснив місцеві індіанські та завезені африканські мови. Після революції 1822 року Бразилія здобуває незалежність, а слідом за цим поглиблюються розбіжності між двома мовними варіантами. Так, португальська мова Лісабона продовжує свій розвиток під потужним впливом французької, іспанської та англійської мов. У бразильському ж варіанті того періоду відбувається певна консервація норм старопортугальської фонетики та лексики, активно засвоюються субстратні (індіанські) і суперстратні (африканські) шари лексики.

### Запозичення з мови тупі
- jacaré — жакаре («південноамериканський алігатор»),
- jararaca — жарарака, ботропс (отруйна змія)
- tucano — тукану («тукан»),
- mandioca — мандіока («маніок»),
- pipoca — піпока («повітряна кукурудза»),
- abacaxi — абакаші («ананас»)

### Африканські запозичення
- quindim, acarajé, moqueca (страви)
- cafuné («погладжування по голові»)
- curinga («карта джокера»)
- caçula («молодша дитина в родині»)

Більш того, на початковому етапі свого поширення в Бразилії, коли 3/4 населення країни становило кольорове населення, португальська мова виявляє явні ознаки креолізації, тобто значного спрощення граматичної структури через широко поширене просторіччя, масову неписьменність і напівграмотність.

## Відмінності
Сучасний європейський і бразильський варіанти розрізняються головним чином фонетикою та лексикою, хоча граматичні відмінності також істотні. В самій Португалії зберігаються 3 діалекти. У Бразилії ж розрізняються діалекти півночі і півдня. Північний діалект, ближчий до мови Португалії, домінував у XVII—XVIII століттях. З кінця XIX століття панівним стає південний діалект, особливо мова міст Сан-Паулу і Ріо-де-Жанейро. З другої половини ХХ століття мовна норма цих двох міст посилюється ЗМІ. Мова, на якій говорять у Бразилії, має ряд рис, що відрізняють його від стандартного португальської, які, однак, не настільки істотні, щоб вважати її окремою мовою: ou вимовляється як «ô», кінцеві -r -l часто відпадають; поєднання lh вимовляється як «l'» в Португалії і як «j» в Бразилії; закінчення «-s» у множині іменників і дієслів часто опускається: кажуть «as casa» замість «as casas», «nós havemo» замість «nós havemos» і навіть «nós come a fruta» замість «nós comemos a fruta».

## Реформа орфографії
З 1 січня 2009 року на території Бразилії офіційно набула чинності угода про реформу орфографії, підписана в Лісабоні 16 грудня 1990 року представниками Португалії, Бразилії, Анголи, Мозамбіку, Гвінеї-Бісау, Кабо-Верде та Сан-Томе і Принсіпі.
| Орфографія pt-pt | Орфографія pt-br | Післяреформена орфографія |
| --- | --- | --- |
| De facto, o português é actualmente a terceira língua europeia mais falada do mundo.                                                 | De fato, o português é atualmente a terceira língua européia mais falada do mundo.                                                  | De facto/fato, o português é atualmente a terceira língua europeia mais falada do mundo.                                            |
| Não é preciso ser génio para saber que o aspecto económico pesa muito na projecção internacional de qualquer língua.                 | Não é preciso ser gênio para saber que o aspecto econômico pesa muito na projeção internacional de qualquer língua.                 | Não é preciso ser génio/gênio para saber que o aspecto económico/econômico pesa muito na projeção internacional de qualquer língua. |
| Não há nada melhor do que sair sem direcção, rumando para Norte ou para Sul, para passar um fim-de-semana tranquilo em pleno Agosto. | Não há nada melhor do que sair sem direção, rumando para norte ou para sul, para passar um fim de semana tranqüilo em pleno agosto. | Não há nada melhor do que sair sem direção, rumando para norte ou para sul, para passar um fim de semana tranquilo em pleno agosto. |
| Dizem que é uma sensação incrível saltar de pára-quedas pela primeira vez em pleno voo.                                              | Dizem que é uma sensação incrível saltar de pára-quedas pela primeira vez em pleno vôo.                                             | Dizem que é uma sensação incrível saltar de paraquedas pela primeira vez em pleno voo.                                              |

## Словники
- Dicionário Aurélio (1975) — стандартний словник.